# Совєтський (Тотемський район)
Совє́тський (рос. Советский) — селище у складі Тотемського району Вологодської області, Росія. Входить до складу П'ятовського сільського поселення.

## Населення
Населення — 1334 особи (2010; 1447 у 2002).
Національний склад (станом на 2002 рік):
- росіяни — 98 %